# Synagoge van Helsinki
De Synagoge van Helsinki (Fins: Helsingin synagoga; Zweeds: Helsingfors synagoga) in de stad Helsinki is een van de twee overgebleven synagogen in Finland; de andere is de synagoge van Turku. De gemeente is orthodox en telt circa 1.100 leden.

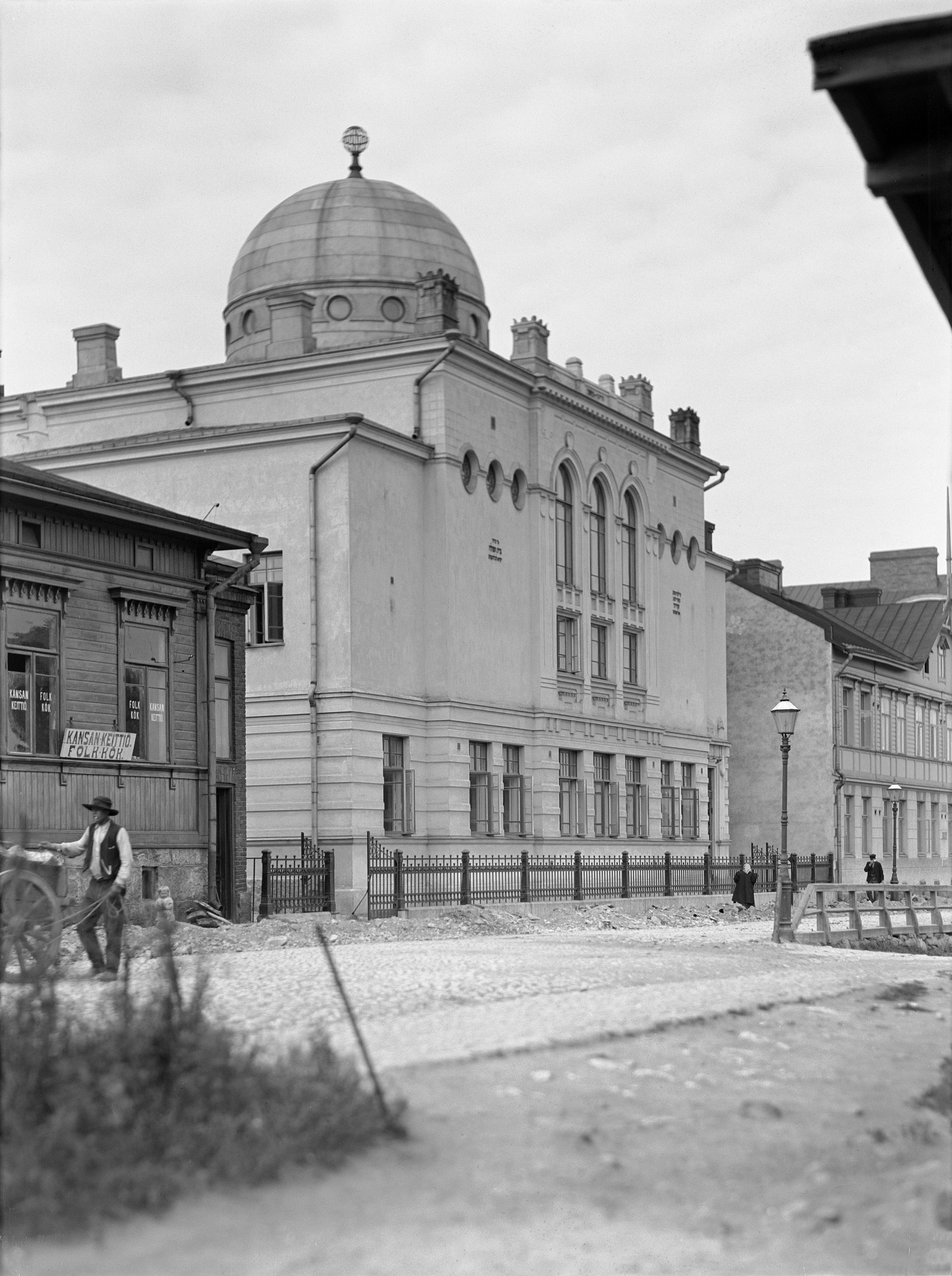
De synagoge in 1908.

De parochie, die geen financiële steun van de stad ontving, had grote moeite om fondsen te werven voor de bouw van de synagoge. Uiteindelijk kon men de Finse architect Johan Jacob Ahrenberg inhuren. In 1906 werd de synagoge voltooid, in 1961 gedeeltelijk herbouwd.
Architectonisch heeft het gebouw veel weg van het synagogetype dat aan het eind van de 19e eeuw in Centraal-Europa en Engeland gebruikelijk was.
De rechthoekige synagogezaal wordt aan drie zijden begrensd door galerijen. De verticale steunen van de veranda-leuningen zijn versierd met metalen ornamenten in art nouveau-stijl. Het plafond van de koepel is beschilderd met sterren en Hebreeuwse zinnen. De koepel wordt gedragen door vier ronde gietijzeren pilaren, waarvan de kapitelen zijn versierd met vergulde bladmotieven.
Het interieur werd in 2005 gerestaureerd.